# Kevin Kiermaier
Kevin James Kiermaier (Fort Wayne, Indiana, 22 de abril de 1990) es un ex jardinero estadounidense de béisbol profesional que jugo  para los Tampa Bay Rays, Toronto Blue Jays y Los Angeles Dodgers de las Grandes Ligas (MLB). Se desempeña principalmente como jardinero central, posición en la cual ha ganado tres Guantes de Oro y un Guante de Platino.

## Carrera profesional

### Ligas menores
Los Rays de Tampa Bay seleccionaron a Kiermaier en la 31ra ronda del draft de 2010 de la Major League Baseball (MLB). La Universidad Purdue le ofreció una beca en dos ocasiones, pero él decidió firmar con los Rays en lugar de transferirse a Purdue. Pasó la temporada 2013 en Clase AA y Clase AAA, y fue nombrado el mejor jugador defensivo en la organización de los Rays y el Jugador Más Valioso de los Montgomery Biscuits de la Southern League. Con Montgomery, jugó 97 juegos, donde registró promedio de bateo de .307 con cinco jonrones y 28 carreras impulsadas. En AAA, jugó 39 juegos con los Durham Bulls; bateó .263 con un jonrón y 13 impulsadas.

### Tampa Bay Rays

#### 2013
Al considerarlo el mejor jardinero defensivo de su organización, incluyendo el club de Grandes Ligas y todos sus afiliados de ligas menores, los Rays incluyeron a Kiermaier en las listas de 40 y 25 jugadores por primera vez el 30 de septiembre de 2013. Hizo su debut en Grandes Ligas en el juego de desempate de comodín de esa noche - el 163er juego de los Rays en la temporada - y jugó la novena entrada contra los Rangers de Texas como reemplazo defensivo. El gerente general de los Rays, Andrew Friedman, comentó que el club incluyó a Kiermaier en el róster de las Grandes Ligas a finales de esa temporada, específicamente para defender el jardín central. Jugó dos entradas en el Juego de Comodines de la Liga Americana de 2013 contra los Indios de Cleveland, y, después de ese juego, concluyó su primera temporada regular de Grandes Ligas. Ese invierno, Baseball America lo calificó como el décimo mejor prospecto en el sistema de ligas menores de los Rays.

#### 2014
El 18 de mayo de 2014, Kiermaier bateó su primer jonrón de Grandes Ligas contra Mike Morin de Los Angeles Angels of Anaheim. Terminó el 2014 bateando .263 con 10 jonrones en 108 juegos y fue uno de los finalistas para el Guante de Oro entre los jardineros derechos de la Liga Americana.

#### 2015
En un juego en el Tropicana Field contra los Reales de Kansas City el 29 de agosto de 2015, Kiermaier estuvo involucrado en un intento fallido pero humorístico de robarle un jonrón al bateador designado Kendrys Morales. Kiermaier saltó y se apoyó momentáneamente en lo alto de la valla y esperó a atrapar la pelota antes de que aterrizara. Sin embargo, cayó aproximadamente 30 pies (9.1 m) frente a la valla, y Kiermaier lo vio rebotar mientras seguía aferrándose a la misma. La pelota se había desviado en una de las pasarelas suspendidas del techo y, de acuerdo con las reglas del parque, los árbitros le concedieron un jonrón a Morales. Fue uno de los 15 jardineros de Grandes Ligas que registraron un lanzamiento de 100 millas por hora (160 km/h) o más en 2015, y lideró a todos los jardineros en registrar dicha velocidad nueve veces, mientras que todos los demás se combinaron para alcanzar esa velocidad 27 veces.
Kiermaier terminó la temporada 2015 liderando a todos los jardineros de Grandes Ligas en Carreras Defensivas Salvadas (DRS) con 42, el número más alto desde el comienzo de los cálculos de la estadística. Logró 5.0 victorias defensivas por encima del reemplazo (WAR), el cuarto de todos los tiempos de acuerdo con Baseball-Reference.com. Su WAR total de 7.3 ocupó el tercer lugar en la Liga Americana detrás de Mike Trout y Josh Donaldson. Ganó por primera vez el Premio Fielding Bible para los jardineros centrales de la MLB, el Guante de Oro para los jardineros centrales de la Liga Americana y el Guantes de Platino de la Liga Americana, otorgado al mejor defensor en general de cada liga.

#### 2016
Mejorando los resultados de la temporada anterior como bateador, Kiermaier inició la temporada 2016 disminuyendo el número de ponches recibidos, aumentando al doble las bases por bolas recibidas e incrementado los batazos de poder. En una derrota por 5-4 ante los Tigres de Detroit el 21 de mayo, se fracturó dos huesos en su mano izquierda mientras intentaba atrapar una línea conectada por James McCann. Después de someterse a una cirugía para reparar las fracturas, recibió autorización médica para reanudar los entrenamientos limitados el 27 de mayo.
A pesar de perder un tiempo significativo de juego, Kiermaier fue una vez más uno de los mejores defensores en todo el béisbol, liderando a todos los jardineros centrales con 25 carreras defensivas salvadas (DRS) a pesar de jugar en casi 400 entradas menos que el siguiente jugador en la lista, Kevin Pillar. Kiermaier también lideró a todos los jugadores de Grandes Ligas con un 2.95 dWAR (victorias defensivas por encima del reemplazo).
Kiermaier terminó la temporada bateando .246 con 12 jonrones, y también robó 21 bases. Fue galardonado con su segundo Guante de Oro.

#### 2017
Antes de la temporada 2017, Kiermaier firmó una extensión de 6 años y $53.5 millones con los Rays. El 9 de junio, se reveló que había sufrido una fractura en la cadera derecha después de deslizarse a la primera base en un juego anterior, y fue descartado del equipo durante al menos dos meses. El 18 de agosto, regresó a la alineación en un juego contra los Marineros de Seattle.
Después de una segunda temporada consecutiva acortada por lesiones, Kiermaier todavía fue capaz de rendir al mejor nivel entre los jugadores defensivos. Culminó la temporada con 22 carreras defensivas salvadas (DRS) en el jardín central, solo por detrás de Byron Buxton de los Mellizos de Minnesota, quien lideró con 24 carreras defensivas salvadas, a pesar de que Kiermaier jugó en más de 300 entradas menos que Buxton. Ofensivamente, registró una línea ofensiva de .276/.338/.450 con 15 jonrones y 16 bases robadas, marcas personales a excepción de los robos de base, a pesar de que jugó en solo 98 juegos de temporada regular. Kiermaier no fue elegible para recibir el Guante de Oro porque no alcanzó el requisito de entradas para los primeros 138 juegos de su equipo, marcando la primera vez que no fue nombrado como finalista del premio.

#### 2018
El 15 de abril de 2018, Kiermaier se lesionó el pulgar derecho al deslizarse a segunda base. Al día siguiente fue diagnosticado con un ligamento roto, por lo que se perdió más de dos meses de juego. Regresó al equipo el 19 de junio frente a los Astros de Houston. Finalizó la temporada con promedio de .217, siete jonrones y 29 impulsadas en solo 88 juegos.

#### 2019
En 2019, Kiermaier registró un bajo promedio de .228 con 14 jonrones, 55 impulsadas y 19 bases robadas. Una vez más, lideró a los jardineros centrales en carreras defensivas salvadas con 13. Ganó su tercer Guante de Oro, empatando a Evan Longoria con la mayor cantidad en la historia de la franquicia. Se convirtió en el tercer jardinero desde 2011 en ganar tres Guantes de Oro (Adam Jones, Ender Inciarte). En el tercer juego de la Serie Divisional de la Liga Americana contra los Astros de Houston, Kiermaier conectó un jonrón de tres carreras, pero los Rays perderían ante los Astros en cinco juegos.

#### 2020
Para la temporada 2020, Kiermaier se había convertido en el jugador de los Rays con más tiempo en el equipo y en el único jugador activo dirigido por la leyenda de la franquicia Joe Maddon. Terminó la temporada bateando .217 con tres jonrones y ocho bases robadas en 138 turnos al bate. Según FanGraphs, Kiermaier lideró a todos los jardineros centrales en asistencias (6), mientras que fue segundo en carreras defensivas salvadas (10) solo detrás de Byron Buxton (11).
Los Rays terminaron la temporada con el mejor récord de la Liga Americana. En el Juego de la Serie Divisional contra los Yankees de Nueva York, Kiermaier conectó un jonrón de tres carreras para tomar ventaja en el encuentro. En la Serie de Campeonato contra los Astros de Houston, Kiermaier fue golpeado en la mano por un lanzamiento y no pudo comenzar en los Juegos 4, 5 y 6. Sin embargo, regresó para el Juego 7 cuando los Rays vencieron a los Astros y avanzaron a la Serie Mundial. En la Serie Mundial de 2020 contra los Dodgers de Los Ángeles, Kiermaier conectó un jonrón contra Clayton Kershaw, pero el equipo perdió la serie.

#### 2021
En 2021, Kiermaier bateó .259/.328/.388 con cuatro jonrones, 37 carreras impulsadas, 54 carreras anotadas y nueve bases robadas en 122 juegos. El 3 de noviembre, los Rays anunciaron que Kiermaier se sometió recientemente a una cirugía artroscópica para reparar un desgarro de menisco en su rodilla derecha, con un tiempo de recuperación de cuatro a seis semanas.